# Maximilian Doller
Maximilian Doller (* 24. Dezember 1991) ist ein deutscher Handballspieler.
Im Jahr 2008 wurde Doller im dänischen Ikast Schülerweltmeister. Von 2010 bis 2012 spielte der 1,93 Meter große Doller für den Zweitligisten Ahlener SG. Von 2012 bis 2014 lief er für den ASV Hamm-Westfalen auf.
2008 durfte sich Doller in Anerkennung seines sportlichen Erfolgs als Schülerweltmeister in das Goldene Buch der Stadt Magdeburg eintragen.